# Susanna Andersson
Susanna Andersson, född 7 december 1977, är en svensk sopran och vinnare av 2003 Guildhall School of Music och Drama's Gold Medal Competition. Hon debuterade som Zerlina i Grange Park Operas uppsättning av Don Giovanni 2005.

## Bakgrund
Susanna Andersson föddes i Östersund. Hon utbildade sig vid Ljungskile folkhögskola innan hon flyttade till London där hon blev antagen till Guildhall School of Music and Drama. Hon tog examen 2003 med distinktionsbetyget first class of honours. 
2004 valdes Susanna som solist för Nobelprisutdelningen i konserthuset i Stockholm, där hon uppträdde tillsammans med Royal Stockholm Philharmonic Orchestra. Hon framförde bland annat "Prosperine" av Joseph Martin Kraus. 
Andersson var åren 2006 och 2007 den enda sångaren som valts för ECHO Rising Stars av scenen Barbican Theatre. Hon framträdde med sin pianist Eugene Asti i London, New York City, Aten, Amsterdam, Birmingham, Bryssel, Stockholm, Köln och Wien. 

## Utmärkelser och priser
- 2000 - Finalist, The Young Kathleen Ferrier Award
- 2001 - Semifinalist, Internationella Mozart-tävlingen
- 2004 - Sigrid Paskells stipendium för scenkonst
- 12 maj 2003 - Vinnare av Guildhall School of Music och Drama's guldmedaljtävling med Anderssons sista föreställningen på Barbican Theatre i London. Efter att ha framfört stycken som Debussy's Pantomime och Clair de lune till piano och Guildhall Symphony Orchestra, tillkännagavs hon som vinnaren.
- 2004 - Sångpris vid The Kathleen Ferrier Awards

## Sceneroller
Opera
- Atalanta, Xerxes (GSMD)
- Nattens drottning, Trollflöjten (Oxford Philharmonia, 2006)
- Lucia, Lucretia (Nürnberg KammerMusikFestival, 2003)
- Flora, Skruvens vridning (Nürnberg KammerMusicFestival, 2004)
- Philline, Mignon (GSMD, 2005)
- Therese, Brösten på Tirésias (GSMD)
- Susanna, Figaros bröllop (Guildhall 2004)
- Adina, Kärleksdrycken (Staatstheater, Nürnberg, 2006)
- Giannetta, Kärleksdrycken (2007, Opera North)
- Echo, Echo och Narkissos (The Linbury Theatre, Covent Garden, 2007)
- Papagena, Trollfljöjen (2007, English National Opera)
- Väninnan, Från dag till dag (2008, Leipzigoperan)
- Blondchen, Enleveringen ur Seraljen (2008, Leipzigoperan)
- Servilia, Titus mildhet, (2008, Leipzigoperan)
- Valencienne, Glada änkan (2008, Leipzigoperan)
- Papagena, Trollflöjten (2008, Leipzigoperan)
- Zerbinetta, Ariadne på Naxos (2008, Leipzigoperan)
- Venus / Gepopo, Den stora makabern (2009, English National Opera)
- Oscar, Maskeradbalen (2013, Teatro Colón i Buenos Aires)